# Рубио Нью
«Ру́био Нью» (исп. Club Rubio Ñu) — парагвайский футбольный клуб из города Асунсьона. С 2018 года выступает в Дивизионе Интермедиа, втором по силе дивизионе страны.

## История
Клуб основан 24 августа 1913 года, в высшем дивизионе Парагвая дебютировал в 1927 году. Всего за свою историю «Рубио Нью» провёл в высшем дивизионе 24 сезона, лучший результат — 5-е место в 1964 году и в 2016 (Апертура). Домашние матчи проводит на стадионе «Ла Арболеда», вмещающем 4 500 зрителей. Принципиальным соперником клуба является клуб «Спортиво Триниденсе».

## Достижения
- Победитель Второго дивизиона Парагвая (7): 1926, 1941, 1954, 1961, 1963, 1972, 2008

## Сезоны по дивизионам
- Первый дивизион (24): 1927, 1964—1980, 2009—н. в.
- Второй дивизион (63): 1923—1926, 1928—1963, 1981—2008.